# Our Favourite Shop
Our Favourite Shop (1985) è il secondo album del gruppo degli Style Council. La maggior parte del materiale in esso contenuto è uscito sul mercato statunitense con il titolo di Internationalists per l'etichetta Geffen, con copertina diversa e differente ordine dei brani.
I testi delle canzoni toccano argomenti come il razzismo, il consumismo smodato, le conseguenze dei governi asserviti solo ai propri interessi, la mancanza di spinta a modificare lo status quo, il suicidio di uno degli amici di Paul Weller. I toni pessimistici sono però controbilanciati da un sovrastante senso di speranza e di gioia per il fatto che le alternative esistono, se solo si desidera vederle.
Gli stili musicali di riferimento dell'album variano molto: si va dal soul, al rap, al jazz fino al rock.

## Tracce
1. Homebreakers – 5:08
2. All Gone Away – 2:17
3. Come To Milton Keynes – 3:01
4. Internationalists – 3:12
5. A Stones Throw Away – 2:18
6. The Stand Up Comic's Instructions – 1:31
7. Boy Who Cried Wolf – 5:14
8. A Man Of Great Promise – 2:34
9. Down In The Seine – 2:44
10. The Lodgers (Or She Was Only A Shopkeeper's Daughter) – 3:57
11. Luck – 2:36
12. With Everything To Lose – 3:54
13. Our Favourite Shop – 2:54
14. Walls Come Tumbling Down – 3:26
15. Shout To The Top – 4:21 – solo CD

La versione originale in cassetta comprendeva un'intervista rilasciata da Weller e Talbot al DJ Gary Crowley.
Nell'album Internationalists il brano Our Favourite Shop è sostituito dalla versione US mix di Shout To The Top.

## Formazione
- Paul Weller - voce/chitarre/basso/sintetizzatore
- Mick Talbot - organo Hammond/tastiere/voce (traccia 1)
- Steve White - batteria/percussioni
- Dee C. Lee - voce
- Lenny Henry - voce
- Tracie Young - voce
- Camele Hinds - basso
- Stewart Prosser - tromba/flicorno
- David Defries - tromba/flicorno
- Mike Mower - flauto/sassofono
- Chris Lawrence - trombone
- Clark Kent - contrabbasso
- Gary Wallis - percussioni
- John Mealing - orchestrazione/arrangiamento archi
- Anne Stephenson - violino
- Charlie Buchanan - violino
- JocelyPook - viola
- Audrey Riley - violoncello
- Peter Wilson - programmazione tastiere
- Patrick Grundy-White - corno francese
- Steve Dawson - tromba
- Billy Chapman - sassofono
- Kevin Miller - basso
- Helen Turner - piano

## Classifiche

### Classifiche settimanali
| Classifica (1985) | Posizione massima |
| ----------------- | ----------------- |
| Australia         | 5                 |
| Austria           | 23                |
| Canada            | 53                |
| Germania          | 23                |
| Giappone          | 18                |
| Italia            | 6                 |
| Nuova Zelanda     | 6                 |
| Paesi Bassi       | 11                |
| Regno Unito       | 1                 |
| Stati Uniti       | 123               |
| Svezia            | 30                |

### Classifiche di fine anno
| Classifica (1985) | Posizione |
| ----------------- | --------- |
| Australia         | 25        |
| Italia            | 13        |
| Nuova Zelanda     | 20        |
| Regno Unito       | 62        |